# Geiseldorf
Geiseldorf ist ein Dorf in der Oststeiermark, unweit der burgenländischen Grenze, und ist Ortschaft und Katastralgemeinde der Gemeinde Buch-St. Magdalena im Bezirk Hartberg-Fürstenfeld der Steiermark.

## Geographie
Der Ort befindet sich am Nordrand des Oststeirischen Riedellands, 45 Kilometer östlich von Graz, 7½ km südlich von Hartberg. Er liegt auf 305 m ü. A. in der Talung des Hartberger Safen, direkt an der A2 Süd Autobahn. (Wien – Graz).
Die Ortschaft und Katastralgemeinde umfasst knapp 60 Gebäude mit etwa 180 Einwohnern. Zum Ortschaftsgebiet gehören auch die kleine Rotte Lebenhof nordwestlich und die zerstreuten Häuser Hölle südöstlich. Die Katastralgemeinde umfasst knapp 347 Hektar und ist durchwegs landwirtschaftlich geprägt.
Nachbarorte, -ortschaften und -katastralgemeinden
| Unterdombach (O, KG) Lebenhof                                 | Unterbuch (O, KG) Neudörfl                  | Jungberg                                                          |
| Wagenbach (O u. KG, Gem. Ebersdorf) Eichberg (Gem. Ebersdorf) | Kompassrose, die auf Nachbargemeinden zeigt | Rohrbach bei Waltersdorf (O u. KG, Gem. Sebersdorf)               |
| Ebersdorfberg (Gem. Ebersdorf) Ebersdorf (O, KG, Gem.)        | Sebersdorf (O, KG, Gem.)                    | Hölle Geier (O, Gem. Bad Waltersdorf) Edelsberg (Gem. Sebersdorf) |

## Geschichte
Geiseldorf wird erstmals im Jahr 1330 als Geislendorff („Dorf der Gisela“) urkundlich erwähnt und befindet sich auf dem Land von Gisela von Assach und Eberhard von Öblarn, die es vermutlich um 1140 gründeten. Da sie kinderlos waren, ging das Dorf zunächst an die Dunkelsteiner über
und nach häufig wechselnden Herrschaften an das Stift Vorau (1358 bestätigt). 1644 gelangte Geiseldorf an die Grafen von Saurau und zur Herrschaft Schielleiten. Aufgrund seiner Grenzlage wurde es – wie auch Unterbuch – von den Magyaren, Türken, Heiducken und Kuruzen überfallen und niedergebrannt, wobei der jeweilige Wiederaufbau aufgrund von Holzmangel nur langsam voranschritt.
1850, bei der Schaffung der Ortsgemeinden nach der Revolution 1848/49, wurde Geiseldorf selbständig.

### Gemeindefusionen
- 1959 wurde es mit der Gemeinde Buch zu Buch-Geiseldorf vereinigt. Bis 2012 gehörte die Gemeinde zum Bezirk Hartberg.
- Seit 1. Jänner 2013 gehört Geiseldorf zur neu geschaffenen Gemeinde Buch-St. Magdalena und seit 2015 zum Bezirk Hartberg-Fürstenfeld.[2]

### Verkehrsgeschichte
1891 wurde die Fortführung der Lokalbahn Fehring–Fürstenfeld nach Hartberg erbaut, die am 19. Oktober des Jahres eröffnet wurde. Diese führte am Ort vorbei und Geiseldorf bekam einen Bahnanschluss.
Die Haltestelle Geiseldorf der Thermenbahn wurde um 2006 aufgelassen (die Ein-/Aussteigerfrequenz per Werktag war 2004 auf 0 zurückgegangen).
Die Überlandstraße durchs Safental (Hartberg – Fürstenfeld) war von alters her eine bedeutende Route gewesen, was die Ortsentwicklung begünstigt hatte.
In den 1980er Jahren wurde die Süd Autobahn A 2 errichtet, die das Ortschaftgebiet durchschneidet. Das Baulos Anschlussstelle (ASt) Hartberg – ASt Ilz–Fürstenfeld (rechte Richtungsfahrbahn) im Ausmaß von 23 km wurde am 10. Dezember 1983 eröffnet. Am 31. Oktober 1989 folgte die linke Fahrbahn im Abschnitt ASt Hartberg – ASt Sebersdorf–Bad Waltersdorf (die Weiterführung nach Ilz konnte erst 1991 freigegeben werden, die Brücke bei Bad Waltersdorf noch später).
Durch den Ort führt parallel die L 401 Hartbergerstraße (Lebing/Wechsel Straße B 54 – Fürstenfeld/Fürstenfelder Straße B 319, ca. km 6,9–8,0). Die Anschlussstelle Sebersdorf–Bad Waltersdorf der A 2 bei Sebersdorf (exit 126/127) liegt drei Kilometer südlich.

## Sehenswürdigkeiten

### Ortskapelle

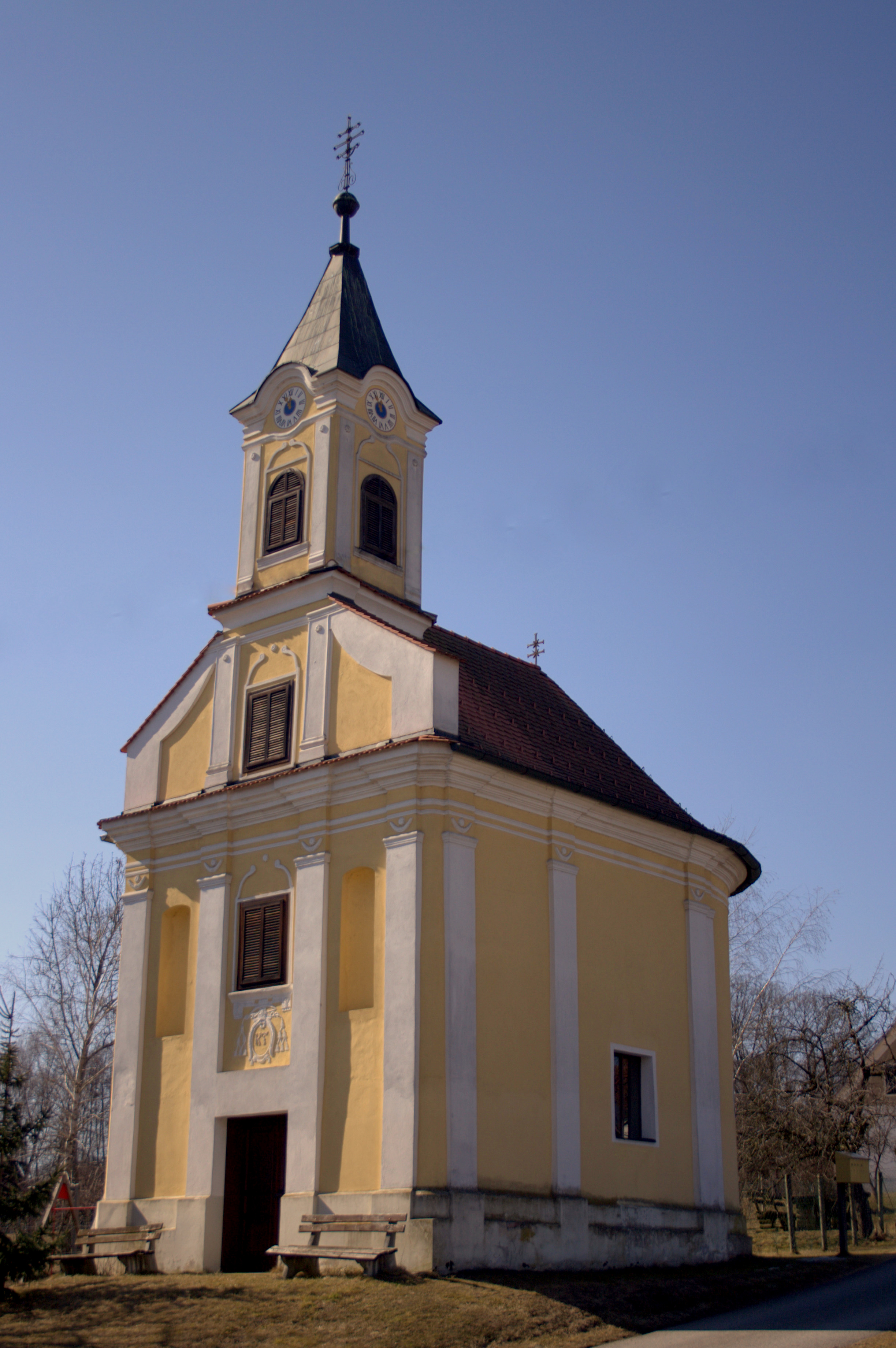
Ortskapelle Geiselsdorf

- Die prächtige Ortskapelle Hl. Kreuz ist eine typische pannonische Dorfkirche des Habsburgerbarock, die pilastrierte Fassade zum turmartigen Dachreiter von einem Blendgiebel überhöht, das Schiff gedrungen.

Die Glocke stammt aus der Nachkriegszeit (Glockenaufzug 2. Juli 1950). Die Kapelle steht unter Denkmalschutz, und wurde jüngst (Frühjahr 2012) renoviert.
- Die Messkapelle untersteht der Pfarrkirche Bad Waltersdorf[9] und gehört damit zum Dekanat Waltersdorf.